# 튀르키예의 종교

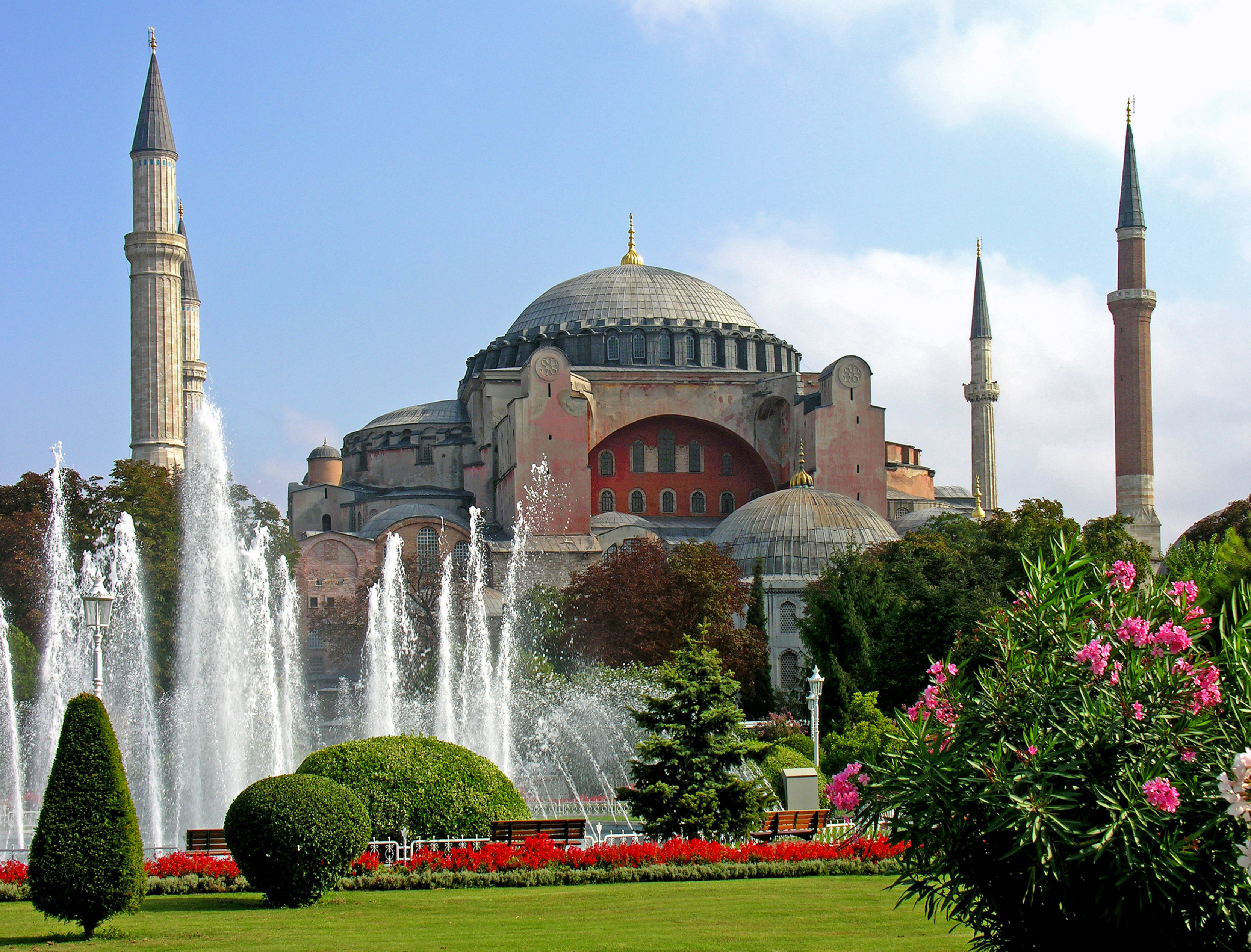
튀르키예에서 가장 유명한 종교 건축물 중 하나인 아야 소피아. 원래는 성당이었다가 이후 모스크로, 박물관으로 사용했으나 현재는 이슬람 모스크로 다시 사용되고 있다. 이스탄불에 위치한다.

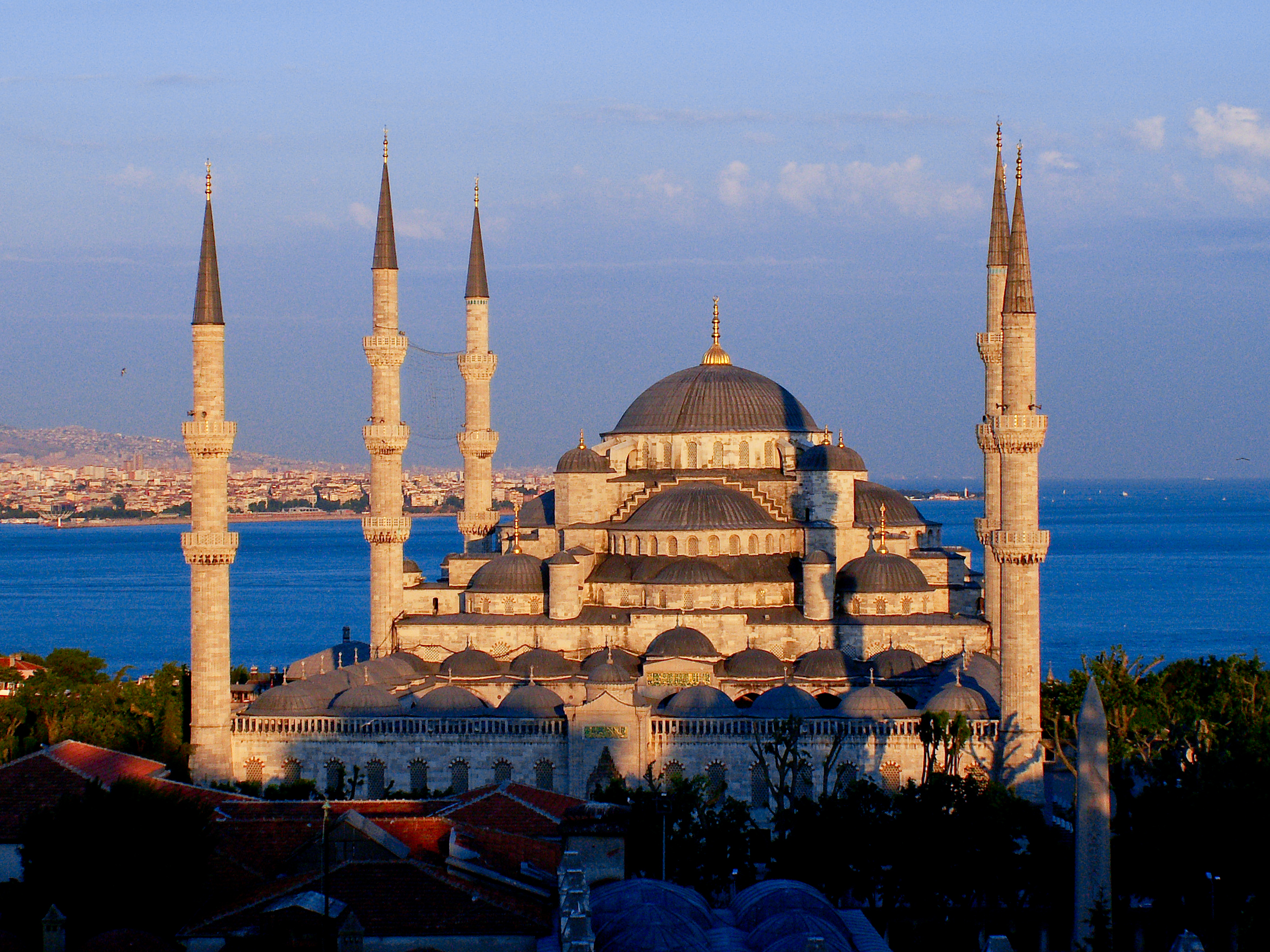
술탄 아흐메트 모스크, 블루 모스크로 잘 알려져 있다.

이슬람교는 튀르키예에서 가장 영향력 있는 종교이다. 사실상 국교는 아니지만, 조사에 따르면 99.8%의 튀르키예인들이 무슬림이라고 한다. 거의 국교처럼 믿는 사람이 많이 있다. 대부분 부모가 이슬람이기 때문에 자식들도 이슬람인 경우가 많다. 그러나 최근 조사에 따르면 9.4%가 무종교인이라는 결과도 존재한다. 같은 조사에서는 35세 이하 청년층들의 90%가 비종교적이라고 답하고 있다. 대부분의 무슬림들은 수니파이지만 알레비파들을 비롯한 시아파들도 전체 인구의 20%를 차지한다. 이란에서 주요 분파인 열두 이맘파들도 소수파로 존재하고 있다. 그 밖에도 기독교 오리엔트 정교회, 그리스 정교회, 아르메니아 사도교회, 유대교(스파라드 유대인) 등도 존재한다. 하지만 무슬림이 기독교로 개종하면 추방을 당한다.

## 같이 보기
- 콘스탄티노폴리스 세계 총대주교청
- 알레비파
- 튀르키예의 머리쓰개 금지 논란
- 텡그리 신앙